# محمد كريم (حاكم الإسكندرية)
محمد كُريم (توفي في 6 سبتمبر 1798م/1213هـ) حاكم مدينة الإسكندرية الأسبق خلال عهد الحكم العثماني لمصر. ولد ونشأ بالإسكندرية، وبدأ حياته فيها قبانياً في الثغر، كان عنده خفة في الحركة وتودد في المعاشرة فأحبه الناس وذاع صيته بالمدينة فلم يلبث مراد بك أن ولاه أمر الديوان والجمرك بالثغر، فأصبح صاحب الكلمة العليا في المدينة والحاكم الفعلي لها. شهد وصول الحملة الفرنسية على مصر بقيادة نابليون بونابرت فقاوم الجيش الفرنسي ومعه أهل الإسكندرية في مواجهة غير متكافئة حتى قبض عليه، فاستقبله نابليون بنفسه تقديراً لاستبساله وشجاعته ورد إليه سلاحه وأبقاه حاكماً على الإسكندرية، وعين معه الجنرال كليبر حاكماً عسكرياً للمدينة. ظل محمد كُريم حافظاً لعهده في الدفاع والنضال عن وطنه، ولما تأكد الفرنسيون من دعمه للمقاومة وإثارته للأهالي ضدهم قبضوا عليه، وأرسلوه إلى القاهرة، فحوكم في 5 سبتمبر 1798 بتهمة خيانة الفرنسيين، وأصدر نابليون أمر إعدامه رمياً بالرصاص، فنفذ الحكم بميدان الرميلة في 6 سبتمبر 1798.:230:236:ج22ص372:264:266

## نشأته
ولد بحي الأنفوشي في مدينة الإسكندرية قبل منتصف القرن الثامن عشر، ونشأ يتيماً فكفله عمه وافتتح له دكاناً صغيراً في الحي. وكان يتردد على المساجد ليتعلم فيها وعلى الندوات الشعبية ليتحدث فذاع صيته بالمدينة وأحبه الناس لصفاته المحمودة وحسن معاشرته. ولاه مراد بك أمر الديوان والجمرك بالثغر، فأصبح صاحب الكلمة العليا في المدينة والحاكم الفعلي لها.

## الحملة الفرنسية على مصر
في 19 مايو 1798 أقلع أسطول فرنسي مكون من 260 سفينة من ميناء طولون بفرنسا محملاً بالجنود والمدافع والعلماء وعلى رأسهم نابليون بونابرت قاصداً الإسكندرية ومر في طريقه بمالطة، ولما بلغ الإنجليز خبره عهدوا إلى سفنهم بقيادة نلسون باقتفاء أثره ومعرفة وجهته وهدفه، فقصد نلسون مالطة وهناك علم أن مراكب نابليون غادرتها نحو الشرق منذ خمسة أيام، فرجح أنها ذهبت إلى مصر فاتجه إلى الإسكندرية ووصل إليها يوم 28 يونيو 1798، وأرسل وفداً إلى حاكم المدينة محمد كريم كي يسمح لأسطوله بالنزول إلى المدينة وشراء الميرة، لكن محمد كريم رفض طلبهم قائلاً «ليس للفرنسيين أو سواهم شيء في هذا البلد فاذهبوا أنتم عنا»، فتوجه أسطول نلسون إلى شواطئ الأناضول ليتزود من مدينة أخرى، ولم يمض على رحيله غير أسبوع حتى ظهر الأسطول الفرنسي أمام شواطئ الإسكندرية. وعندئذ بعث السيد محمد كريم إلى القاهرة مستنجداً بمراد بك وإبراهيم بك. واستقر الرأي على أن يسير مراد بك مع جنوده إلى الإسكندرية لصد الفرنسيين ويبقى إبراهيم بك في القاهرة للدفاع عنها. وصل الأسطول الفرنسي إلى شواطئ الإسكندرية عند العجمي في 1 يوليو 1798 وبادر إلى إنزال قواته ليلاً إلى البر ثم سير قسماً من قواته إلى الإسكندرية يوم 2 يوليو 1798، ولم يكن عدد سكان المدينة يومها يزيد على ثمانية آلاف نسمة، ولم يكن بها من الجنود ما يكفي لصد الجيش الفرنسي المزود بالمعدات الحديثة، ولم تكن حالة حصون المدينة وقلاعها تسمح بالدفاع عنها. استعد محمد كُريم ومعه أهالي المدينة للدفاع عنها بأي شكل، وظل يقود المقاومة الشعبية ضد الفرنسيين حتى بعد أن اقتحم الفرنسيون المدينة، ثم اعتصم بقلعة قايتباي ومعه فريق من الجنود حتي فرغت ذخيرته فكف عن القتال وتم أسره هو ومن معه، ودخل نابليون المدينة وأعلن بها الأمان. أعجب نابليون ببسالة وشجاعة محمد كُريم فسلم إليه سلاحه وأبقاه حاكماً للإسكندرية وعين معه الجنرال كليبر حاكماً عسكرياً للمدينة.:30:34:36:37:41:46

## إعدامه
بقي كليبر على رأس حامية الإسكندرية، بينما أخذت دعوة محمد كريم إلى المقاومة الشعبية تلقى صداها بين المواطنين فعمت الثورة أرجاء المدينة، فاعتقل كليبر بعض الأعيان للقضاء على الثورة، ولاحقاً قبض على محمد كريم يوم 20 يوليو 1798 وعين بدلاً منه السيد محمد الشوربجي الغرياني حاكماً على الإسكندرية، وأرسل محمد كُريم إلى أبي قير حيث كان الأسطول الفرنسي راسياً، ثم أرسل إلى رشيد ومنها إلى القاهرة على سفينة أقلعت به في النيل من رشيد يوم 4 أغسطس 1798 ووصلت إلى القاهرة يوم 12 أغسطس 1798. وجهت إلى محمد كُريم تهم التحريض على المقاومة وخيانة الجمهورية الفرنسية، واستمرت المحاكمة حتى 5 سبتمبر 1798 حين أرسل نابليون رسالة إلى المحقق يأمره فيها أن يعرض على محمد كريم أن يدفع فدية قدرها ثلاثون ألف ريال خلال أربع وعشرين ساعة، فرفض محمد كريم دفع الفدية، ولما ألح عليه البعض أن يفدي نفسه بهذه الغرامة رفض وقال: «إذا كان مقدوراً علي أن أموت فلن يعصمني من الموت أن أدفع الفدية، وإذا كان مقدراً لي الحياة فعلام أدفعه». وفي يوم 6 سبتمبر 1798 أصدر نابليون بونابرت الأمر بإعدامه ظهراً في ميدان الرميلة رمياً بالرصاص.:ج1ص189:197

## تكريمه
كرمت محافظة الإسكندرية ذكرى محمد كُريم مناضلها والمدافع عنها في أكثر من مناسبة، ففي عام 1953 وضعت صورته لأول مرة مع صور محافظي الإسكندرية في مبنى المحافظة، كما أطلق اسمه على شارع التتويج وأصبح اسمه «شارع محمد كريم»، كذلك أطلق اسمه على إحدى المدارس الخاصة بمنطقة بسموحة، وفي 27 نوفمبر 1953 افتتح مسجد بجوار قصر رأس التين وأطلق عليه «مسجد محمد كريم» وفي حديقة الخالدين بالإسكندرية صنع له تمثال تخليداً لذكراه.